# Schweizerhaus (Dresden)

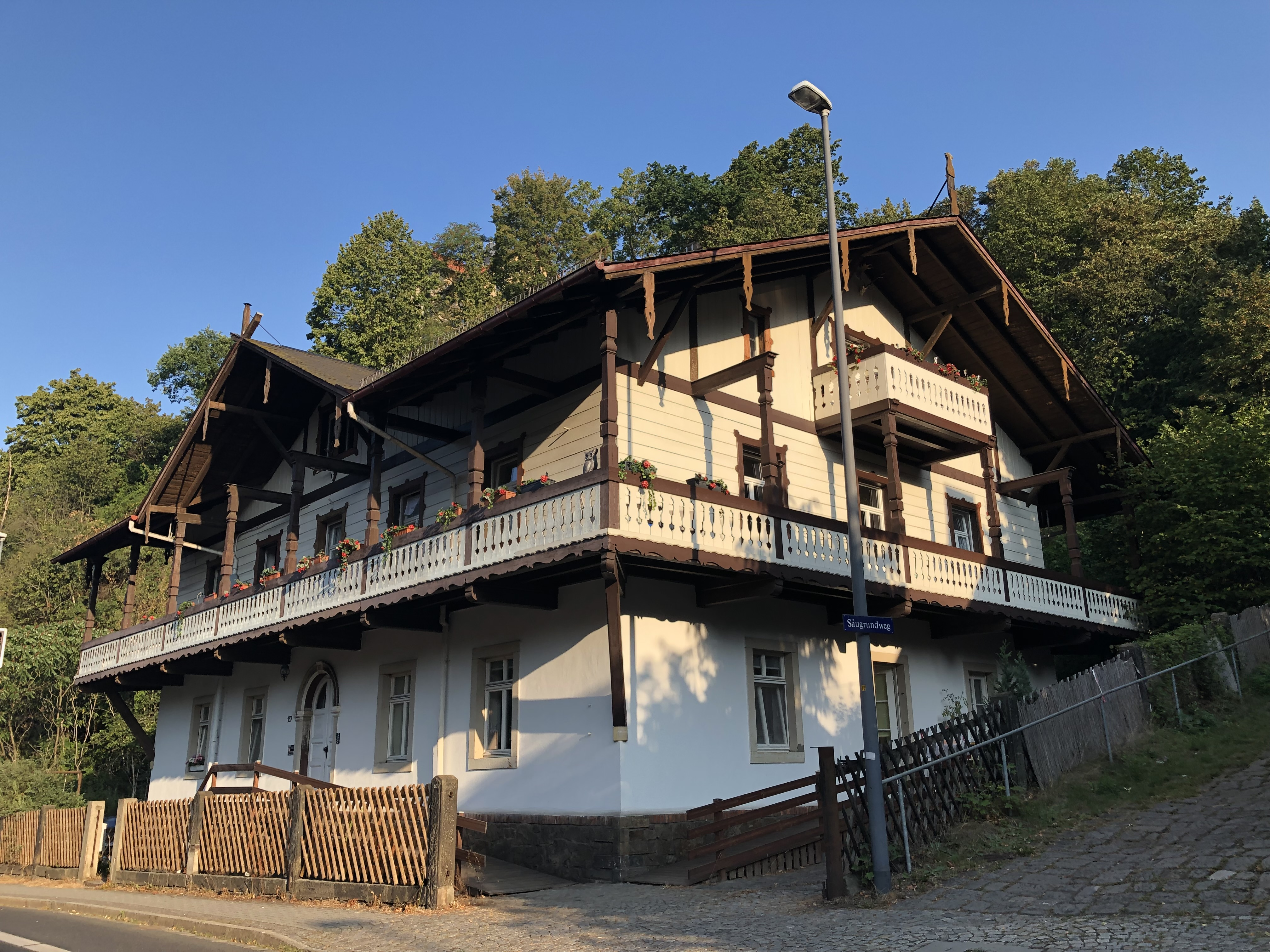
Schweizerhaus, Dresden-Loschwitz, Grundstraße 137

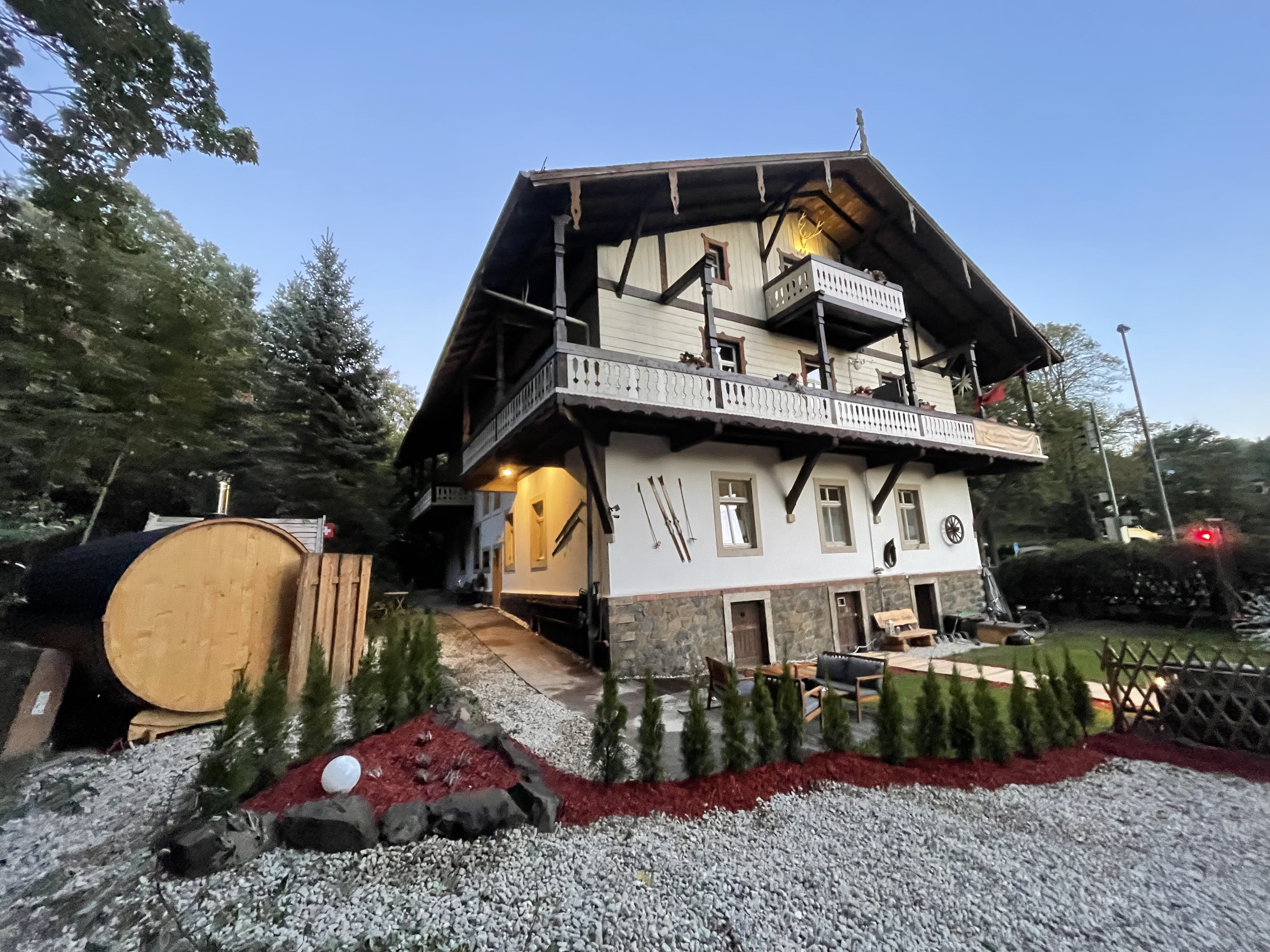
Ferien- und Wohnhaus Schweizerhaus

Das Schweizerhaus ist ein denkmalgeschütztes Haus auf der Grundstraße 137 im Dresdner Stadtteil Loschwitz.
Das dreigeschossige Gebäude wurde 1892 im Schweizerhausstil errichtet und vom Kunstmaler und Tintenfabrikanten Eduard Leonhardi als Armenhaus gestiftet. 1994 war das Gebäude im Besitz der Stadt Dresden und der Bauzustand war „überwiegend gut“.
Heute dient es als Ferienhaus mit verschieden großen Appartements. Hinter dem Schweizerhaus sind noch die Reste eines früheren Glimmergranitsteinbruchs zu sehen.